# آنته فوکس
آنته فوکس (آلمانی: Annette Focks؛ زادهٔ ۲۸ اوت ۱۹۶۴) موسیقی‌دان و آهنگساز اهل آلمان است.
از فیلم‌هایی که وی در ساخت موسیقی آن‌ها نقش داشته‌است، می‌توان به تندباد، قطار شبانه لیسبون، ۴ دقیقه و جان رابه اشاره نمود.